# Starobabiczewo
Starobabiczewo (ros. Старобабичево) – wieś (dieriewnia) w Rosji, w Baszkortostanie, w rejonie karmaskalińskim. W 2021 liczyła 469 mieszkańców.